# Piel blanca en la cultura japonesa

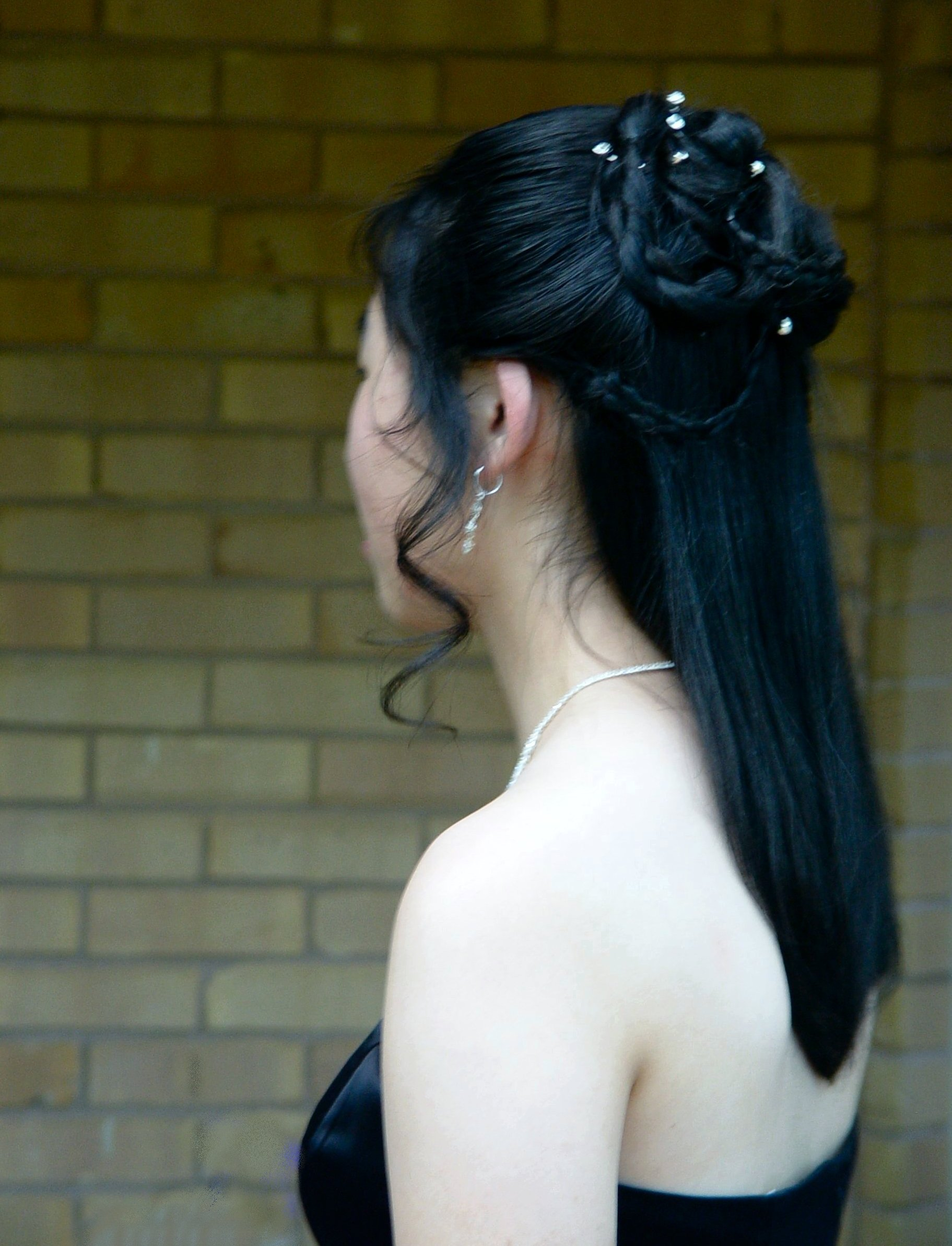
Una mujer japonesa muestra la piel blanca de su espalda y hombros.

La piel blanca en la cultura japonesa influye mucho en los estándares de belleza femenina de Japón. En el país asiático, la blancura de la piel como un canon estético siempre se ha asociado con los conceptos de belleza y nobleza, y por lo tanto, se opone a la tez oscura, apreciada como un sinónimo de baja clase social porque se acerca a las profesiones más humildes realizadas al aire libre.
Este ideal de belleza hace presencia en Japón desde el período Nara (710-733), pero su significado contemporáneo también está influenciado por las ideologías y la moda importadas de Occidente, lo que ha llevado a un apogeo en la venta y el consumo de productos estéticos especializados en blanquear la piel.

## Historia
Aunque el color de la piel humana varía drásticamente según el origen étnico y racial de un individuo determinado, los japoneses —como otros países asiáticos como Corea, China e India— tienen una preferencia tradicional por la piel clara. En Japón, un antiguo proverbio dice que «la piel blanca cubre siete defectos» (色 の 白 no iro no shiroi wa shichinan kakusu) y las mujeres japonesas, sobre todo, realizan numerosos esfuerzos para tratar de mantener la calidad de su piel bajo ciertos estándares, evitando la exposición a la luz solar directa y utilizando productos estéticos especializados en el blanqueamiento de la piel, disponibles en cualquier parte del país.

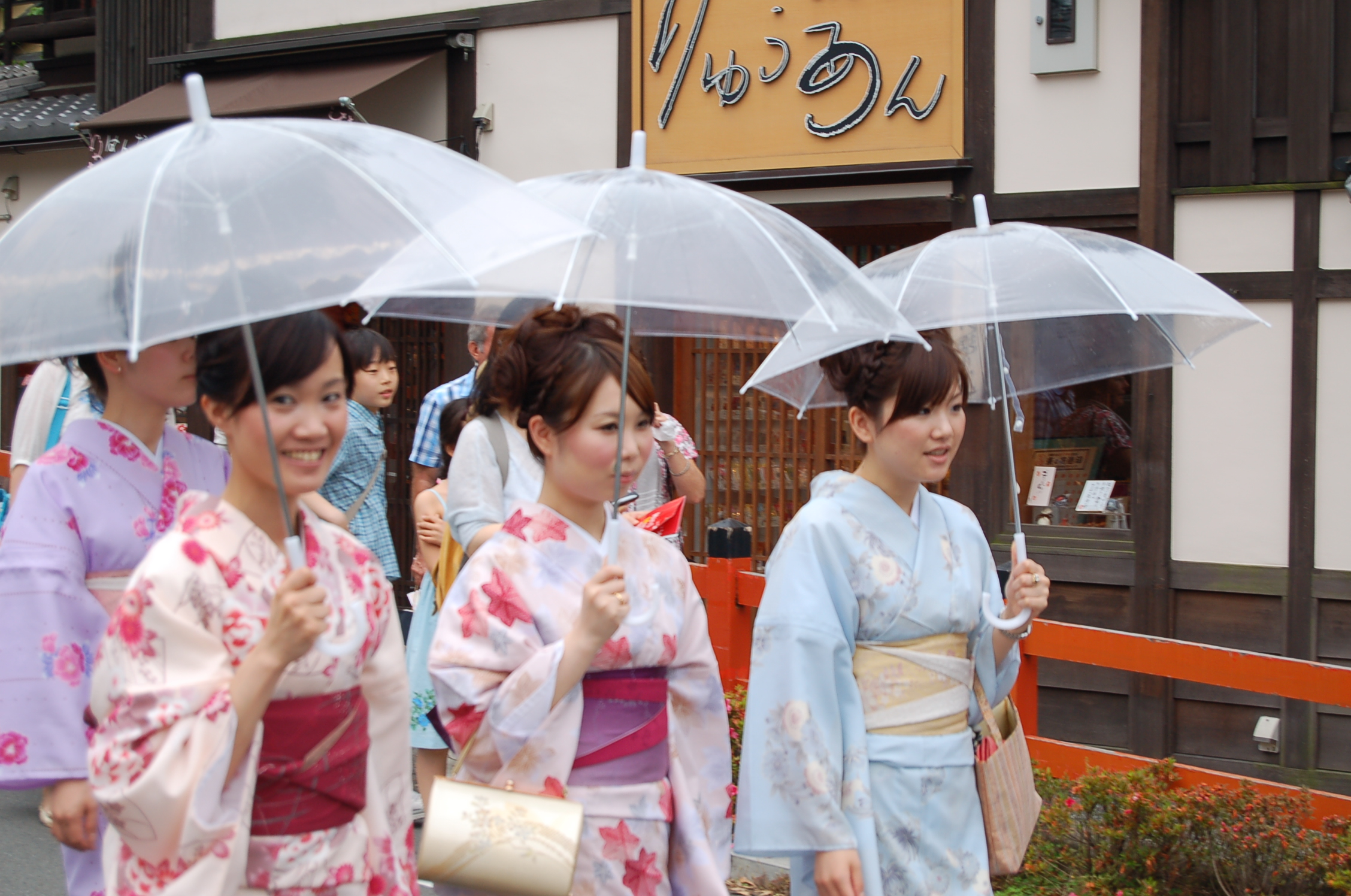
Las mujeres japonesas a menudo optan por el uso de un parasol para proteger su piel blanca de los rayos del sol.

Aunque la razón de esta norma de la búsqueda de la belleza a menudo se remonta modernamente al deseo de emular el estereotipo de belleza de las mujeres de raza caucásica, la razón original detrás de la obsesión de los japoneses por la piel clara tiene más que ver con las diferencias entre clases sociales: al igual que en Occidente, se creía que una tez más clara indicaba en un individuo un nivel más alto de educación, disponibilidad económica y clase social, mientras que la piel más oscura aludía a una vida laboral al aire libre, durante la cual era más fácil que la piel se oscureciera debido a la exposición continua al sol. Además, incluso antes de cualquier contacto con europeos de piel blanca y africanos o indios de piel oscura, los japoneses siempre han asociado la piel blanca con el concepto de belleza, deplorando así la piel negra y etiquetándola como antiestética. Esto se debe a que la piel clara a menudo se considera sinónimo de «piel perfecta». Por último, los japoneses siempre han usado la palabra Shiroi (白い? «Blancos») para describir el tono más claro de su tez y la piel blanca a menudo se presenta como una característica física símbolo de los habitantes de la tierra del sol naciente, en contraste con la percepción occidental que en los tiempos colonialistas de los siglos XIX y XX usó el adjetivo «amarillo» para describir el color de la piel de japoneses y asiáticos en general.

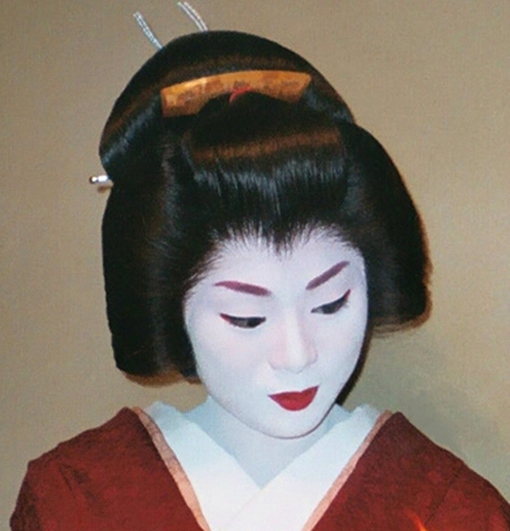
Antiguamente, las geishas solían usar el uguisu no fun, para quitar el maquillaje espeso del rostro y mejorar la condición de su piel.

Este ideal de belleza está presente en Japón desde el período Nara (710-733), cuando las mujeres de la corte hicieron un uso extensivo de productos de belleza para la salud de la piel —como el salvado de arroz y el polvo de perla molida— además de aplicar polvos faciales blancos en la cara para obtener el deseado efecto de palidez. Durante el período Edo (1603-1868) se usó un cosmético llamado Uguisu no fun (鶯の糞), a base del excremento seco de una especie de ruiseñor japonés, para eliminar la espesa capa del maquillaje en las geishas, y entre sus cualidades tenía la de blanquear la piel y restaurar el brillo. Únicamente después de la caída del shogunato Tokugawa y la consecuente apertura de las fronteras impuesta por el nuevo gobierno Meiji (1868), los japoneses comenzaron a importar e imitar las modas y costumbres occidentales, desde la ropa y los peinados, hasta la tez clara de las mujeres caucásicas. En las primeras décadas del siglo XX, mochi-hada ( 餅 肌 "Piel como mochi picado") se consideró un elemento de gran importancia para juzgar la belleza de una mujer japonesa, ya que a menudo se la asociaba con virtudes como la feminidad, la castidad, la pureza, la honestidad y el instinto maternal. Sin embargo, este ideal no era comparable a la costumbre occidental de usar cosméticos para mejorar la apariencia física, sino que era una versión más moderna y liviana del blanqueamiento facial tradicional que se había empleado durante todo el período Meiji y en las épocas anteriores.
Con el paso de los años, la piel blanca se ha transformado, de un símbolo de inocencia y feminidad, en un emblema de juventud y atracción para el sexo opuesto, principalmente debido a la agresiva comercialización de las grandes compañías cosméticas japonesas. Las industrias cinematográficas y publicitarias internacionales también han desempeñado un papel clave en la re-propuesta de este canon de belleza, a través de la promoción de modelos con piel clara como un ejemplo de belleza asiática. Además, en Japón, generalmente se considera que las mujeres caucásicas son el canon de belleza ideal, como se refleja en los anuncios comerciales de las principales marcas de moda, de las cuales el 54% —el mayor porcentaje entre los países asiáticos— usan modelos caucásicos.
A partir de los años ochenta del siglo XX han hecho su aparición en el mercado japonés numerosos tipos de productos de belleza  — conocido como Bihaku ( 美白? "Belleza del blanco") — que prometen aclarar la piel y ayudar a mantenerla de esa manera y, desde su lanzamiento, han tenido y continúan siendo muy exitosos.

## El mercado delbihakuen Japón
En Japón, las ventas de productos para el cuidado de la piel totalizaron más de 810 mil millones de yenes en 2014, de los cuales 196 mil millones provinieron de las ventas de productos especializados en blanquear la piel, cifra que corresponde al 20% del mercado. El éxito de estos productos se debe en gran parte a los anuncios publicitarios convincentes hechos por compañías de cosméticos, que a menudo incluyen testimonios de personas que afirman haber verificado personalmente la efectividad de los productos anunciados.
Los productos Bihaku pueden contener elementos tales como ácido azelaico y ácido alfa-hidroxi, vitaminas tales como retinol, retinal y tretinoína, además de concentrados que presentan entre otros elementos vitamina A, C y E, ácido salicílico, ácido glicólico, ácido láctico y ácido kógico. Algunos productos más modernos contienen extractos de plantas como la arbutina (de la gayuba), que ha reemplazado a la hidroquinona, cuyo uso en la síntesis química en productos de belleza fue prohibido en Japón en la década de 2000. Algunas cremas contenían Rhododenol, una versión sintética del compuesto que se puede encontrar en la naturaleza en la corteza de los abedules blancos, pero se retiraron del mercado en mayo de 2013 debido a los graves efectos secundarios que sufrió un número considerable de clientas. Esto dio lugar a una gran pérdida económica para la empresa Kanebo, que se vio arrollada por su rival Shiseido.
Entre las propiedades de estos productos, se encuentran la capacidad de eliminar las impurezas e imperfecciones de la piel, como arrugas, manchas y ojeras, la capacidad de homogeneizar el color del cutis, regenerar, limpiar y blanquear la piel, aumentando la retención de humedad, manteniendo la elasticidad y previniendo la formación de melanina.